# Département de Valle
Le département de Valle (en espagnol : Departamento de Valle) est un des 18 départements du Honduras.

## Histoire
Le département a été créé en 1893, par démembrement partiel du département de Choluteca.

## Géographie
Le département de Valle est limitrophe :
- au nord, du département de La Paz,
- au nord-'est, du département de Francisco Morazán,
- à l'est et au sud-est, du département de Choluteca,
- à l'ouest, de la république du Salvador.

Le département dispose en outre d'une façade maritime, au sud, sur l'Océan Pacifique, au travers du golfe de Fonseca.
Il a une superficie de 1 565 km².

## Subdivisions
Le département comprend 9 municipalités :
- Alianza
- Amapala
- Aramecina
- Caridad
- Goascorán
- Langue
- Nacaome
- San Francisco de Coray
- San Lorenzo